# Young, Wild and Free
| Recensione | Giudizio |
| ---------- | -------- |
| AllMusic   |          |

Young, Wild and Free è il primo album in studio dei Brighton Rock, pubblicato nel 1986 per l'etichetta discografica WEA Records.

## Tracce
1. Young, Wild and Free – 3:45
2. We Came to Rock – 3:57
3. Change of Heart – 3:46
4. Can't Wait for the Night – 4:25
5. Assault Attack – 4:16
6. Jack Is Back – 3:55
7. Save Me – 3:30
8. Nobody's Hero – 4:02
9. Barricade – 3:45
10. Rock 'n' Roll Kid – 4:02

## Formazione
- Gerry McGhee - voce
- Greg Fraser - chitarra
- Stevie Skreebs - basso elettrico
- Johnny Rogers - tastiera
- Mark Cavarzan - batteria